# Linda Yaccarino

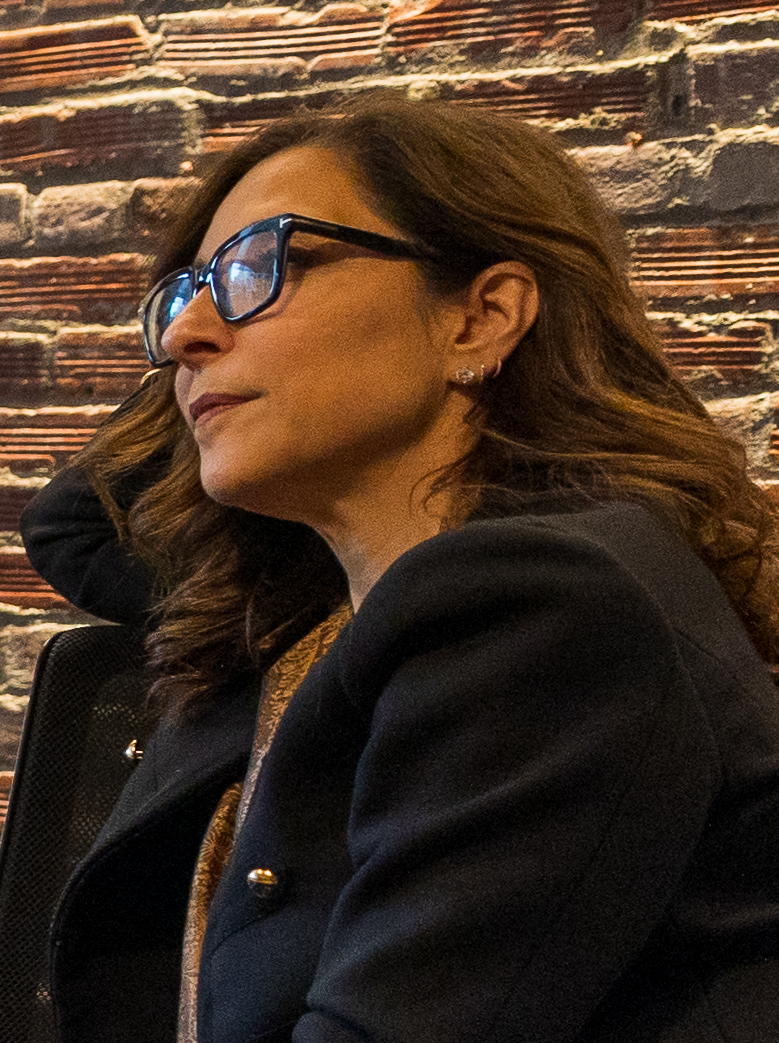
Linda Yaccarino (2024)

Linda Yaccarino (* 1963 in Long Island, New York) ist eine US-amerikanische Managerin. Von Juni 2023 bis Juli 2025 war sie Chief Executive Officer (CEO)  von X Corp., dem Anbieter von X (vormals Twitter). Von 2011 bis 2023 leitete sie das Werbeanzeigengeschäft bei NBCUniversal. Ab 2014 war sie Mitglied des Ad Council, wo sie später zur Vorsitzenden aufstieg.

## Laufbahn

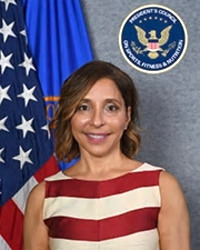
Linda Yaccarino (2018)

Yaccarino wuchs in Deer Park auf Long Island im Bundesstaat New York auf und studierte an der Pennsylvania State University, wo sie ihr Studium 1985 mit einem Bachelor in Telekommunikation abschloss. Ab 1992 war sie 20 Jahre lang bei Turner Entertainment tätig, wo sie als Executive Vice President und Chief Operating Officer eine Schlüsselrolle bei der Entwicklung neuer Werbe- und Marketingmaßnahmen im Bereich Ad Sales (Werbeverkäufe) einnahm. 2011 wechselte sie zu NBCUniversal, wo sie als Verantwortliche für das Werbegeschäft an der Einführung des Streamingdienstes Peacock beteiligt war. Yaccarino wurde 2014 Mitglied des Ad Council. 2018 wurde sie von Präsident Donald Trump in den President’s Council on Sports, Fitness and Nutrition berufen. Im Januar 2021 wurde Yaccarino Vorsitzende Board of Directors des Ad Council, ein Amt, welches sie bis Juni 2022 ausübte. Als Vorsitzende arbeitete Yaccarino 2021 mit der Biden-Regierung zusammen, um eine Impfkampagne gegen SARS-CoV-2 zu entwickeln, an der auch Papst Franziskus mitwirkte. Außerdem leitete sie die Task Force für die Zukunft der Arbeit des Weltwirtschaftsforums.
Yaccarino trat am 12. Mai 2023 von NBCUniversal zurück. Noch am selben Tag gab Elon Musk als Hauptaktionär von X bekannt, dass Yaccarino den Posten des CEO der X Corp. einnehmen und so sein Nachfolger werde.
Am 9. Juli 2025 verkündete Linda Yaccarino ihren Rücktritt als CEO von X Corp. Diese Entscheidung folgte auf eine Amtszeit, die von bedeutenden Veränderungen und Herausforderungen innerhalb des Unternehmens geprägt war. Yaccarino hatte sich bemüht, die strategische Ausrichtung von X voranzutreiben. Über die Gründe für ihren Rücktritt wurden keine offiziellen Angaben gemacht. Ihr wurde von amerikanischen Kommentatoren eine positive Wirkung auf X zugeschrieben. Musk dankte ihr für ihre Beiträge. Yaccarino erhielt auch Anerkennung von vielen konservativen, libertären und unabhängigen Kommentatoren, darunter Megyn Kelly, Michael Shellenberger und Charlie Kirk; diese würdigten, dass sie X durch eine turbulente Zeit geführt und Werbekunden zurück auf die Website gelockt habe, während sie gleichzeitig Musks Engagements für die Meinungsfreiheit erfüllt habe.

## Privates
Yaccarino ist mit Claude Madrazo verheiratet und Mutter von zwei Kindern.